# Avksin
Avksini so rastlinski hormoni, ki vplivajo na številne procese. Lahko pospešujejo rast poganjkov ali pospešujejo koreninjenje, lahko pa tudi zavirajo rast korenin. Kateri izmed teh procesov se bo odvijal, je odvisno od koncentracije avksinov. Najpomembnejši avksin je beta indolocentna kislina (indol-3-ocetna kislina, IAA), ki pri višjih rastlinah nastaja iz aminokisline triptofan in se pod vplivom svetlobe razgrajuje. Avksini se neprestano sintetizirajo v rastnem vršičku stebla (imenovanem tudi apikalni meristem) in potujejo navzdol primarno skozi parenhimske celice, delno pa tudi po prevajalnem tkivu floemu.
V rastlinah, ki so okužene z glivami, bakterijami ali virusi, se koncentracija avksinov poveča. Posledica povišane koncentracije hormonov je večja prožnost celične stene, kar omogoča boljšo dostopnost pektina, celuloze in proteinskih komponent celični steni, kar pa lahko povzroči pospešeno degradacijo celične stene s pomočjo patogenih encimov. Iz tega lahko sklepamo, da povišanje avksina povzroči zaviranje lignifikacije v tkivih. Povišana koncentracija avkisna v okuženih tkivih lahko posredno vpliva na intenzivnejše dihanje rastline, saj avksin neposredno vpliva na celično permeabilnost (ali prepustnost), kar povečuje transpiracijo. Hormon avksin ima pomembno vlogo pri pojavu apikalne dominance, kjer glavni poganjek z izločanjem avksinov posredno zavira rast ostalih poganjkov.